# Emmanuel Leducq-Barome

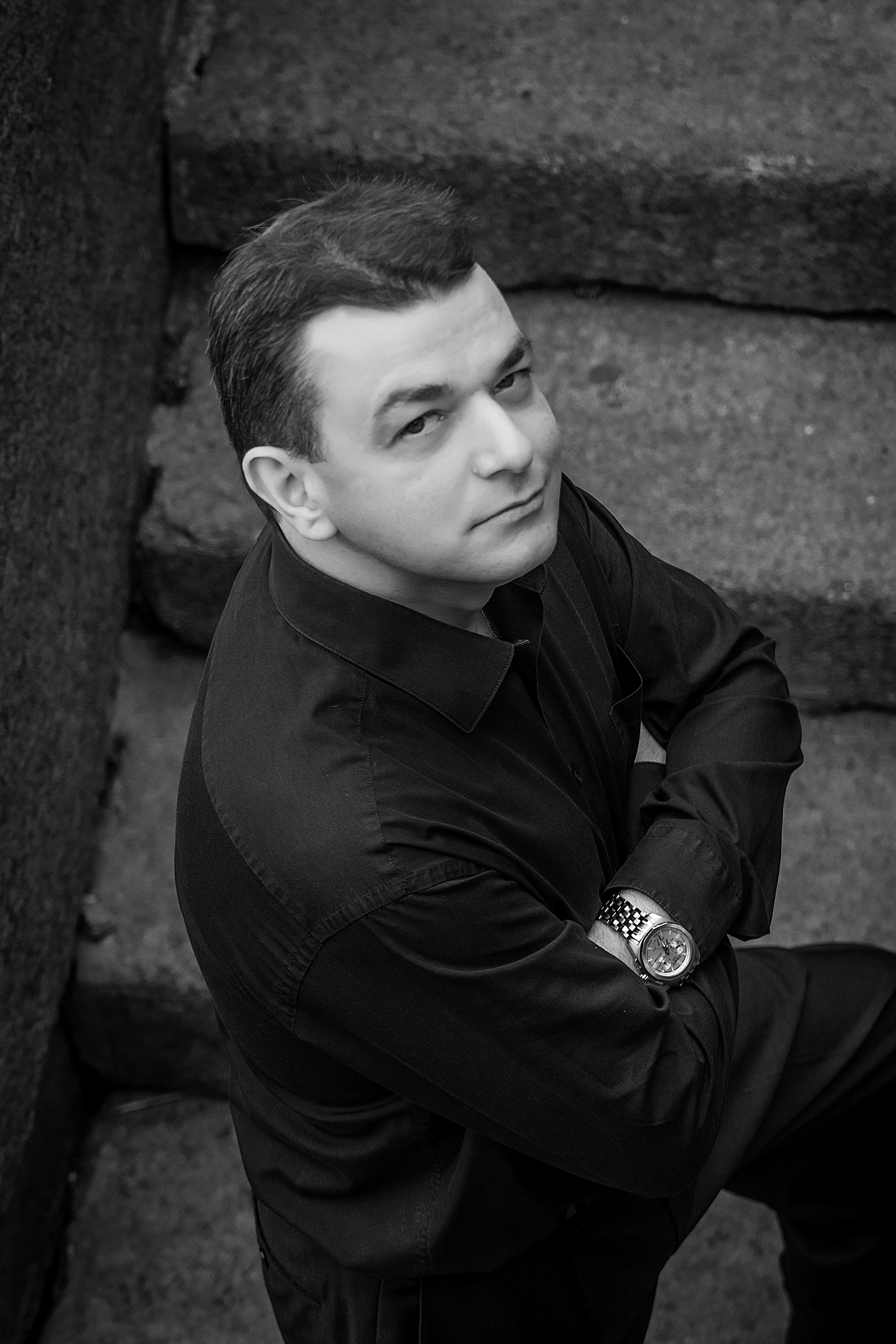
Emmanuel Leducq-Barome, vor 2018

Emmanuel Leducq-Barôme (* 1971 in Annecy, Frankreich) ist ein französischer Dirigent.

## Leben
Leducq-Barôme erhielt seine musikalische Ausbildung am Konservatorium Lyon, am  Musikalischen Institut Paris und am Konservatorium Genf. Er studierte bis zum Abschluss 1997 am Sankt Petersburger Konservatorium bei Mariss Jansons und Ilja Mussin sowie an der Sibelius-Akademie in Helsinki und am Konservatorium Amsterdam.
Ab 1996 arbeitete er mit Orchestern in Nowosibirsk, Irkutsk, Wladiwostok, in der Ukraine, in den Baltischen Staaten und in Frankreich. Ab 1997 war er drei Jahre Dirigent der Philharmonie Kaliningrad. Im Jahr 2000 wurde er Gründer und musikalischer Direktor des Baltischen Kammerorchesters der Kammerabteilung der Philharmonie Sankt Petersburg und trat auch mit der Sankt Petersburger Philharmonie, dem Moskauer Philharmonischen Orchester und dem Staatlichen Orchester Russlands auf. Im Januar 2006 wurde er ständiger Gastdirigent am Staatlichen Akademischen Opern- und Balletttheater Sankt-Petersburg.
Leducq-Barôme dirigierte bei vielen musikalischen Sommerfestivals in Frankreich und arbeitete mit Interpreten wie Pierre Amoyal, Arto Noras, Gérard Poulet, Régis Pasquier, André Cazalet, Nikolai Petrow und Denis Matsuev zusammen. 2001 erhielt er den Preis der Association Française d’Action Artistique (AFAA) und das Lavoisier-Stipendium des Ministère de l’Europe et des Affaires étrangères.
Von 2014 bis 2017 war er Chefdirigent des Akademischen Sinfonieorchesters der Philharmonie Saratow „Alfred Schnittke“. In der Saison 2018/19 debütierte er am Mariinski-Theater in Sankt Petersburg.

## Diskographie
- Krzysztof Penderecki: Konzert für Klarinette (Solist – Michel Lethiec, Sankt Petersburger Philharmonisches Orchester), 2001
- Dmitri Schostakowitsch: Klavierkonzert Nr. 1 (Solist – Jakow Kasman, Philharmonie Kaliningrad), 2002
- Alfred Schnittke: Klavierkonzert Nr. 1 (Solist – Jakow Kasman, Philharmonie Kaliningrad), 2002
- Arthur Honegger: Symphonie Nr. 2 in D (Sankt Petersburger Philharmonisches Orchester), 2003
- Richard Strauss: Metamorphosen für 23 Solostreicher (Sankt Petersburger Philharmonisches Orchester), 2003
- Béla Bartók: Divertimento für Streichorchester, Musik für Saiteninstrumente, Schlagzeug und Celesta (Baltisches Kammerorchester), 2004
- Wolfgang Amadeus Mozart: Sinfonia concertante für Violine und Viola (Solisten – Lew Klytschkow und Wladimir Stopitschew, Baltisches Kammerorchester), 2005
- Ludwig van Beethoven: Konzert für Violine (Solist – Régis Pasquier, Baltisches Kammerorchester), 2006